# 조넨 바스케즈
조넨 C. 바스케즈(영어 : Jhonen C. Vasquez, 1974년 9월 1일 ~ )는 미국의 만화가, 뮤직비디오 감독이다.

## 생애
1974년 9월 1일 미국 캘리포니아주 산호세에서 태어난 그는 이스트 산호세에서 자랐고, MT. 플리전트 고등학교를 다녔다. 그때 그는 학교 마스코트인 홍관조과를 스케치북에 그리는 것을 좋아했다. 1992년 졸업한 후 그는 미국 캘리포니아주 쿠퍼티노 소재 디앤자 대학에 입학했다. 1995년 만화 살인광 조니를 창작함으로써 만화가로서의 활동을 시작했다.

## 작품 목록
- 1995년 ~ 1997년 : 살인광 죠니
- 1996년 : 나쁜 아트 컬렉션
- 1997년 ~ 1998년 : 스퀴!
- 1999년 ~ 2000년 : 난 아프다
- 2000년 ~ 2005년, 2014년 : 필러버니
- 2002년 : 무엇이든 이길 수 있어
- 2003년 : 노예 노동 이야기
- 2007년 : 젤리피스트
- 2009년 ~ 2010년 : Strange Tales
- 2012년 : 프린지
- 2015년 ~ 현재 : 인베이더 짐(만화)

### TV 및 뮤직비디오
- 2001년 ~ 2006년 : 우주 스파이 짐(니켈로디언 TV)
- 2006년 : Shut Me Up(뮤직비디오)
- 2011년 : White(뮤직비디오)
- 2012년 ~ 2015년 : 랜디 커닝험: 9단계 닌자
- 2014년 : 가장 용감한 전사들
- 2015년 : 매우 중요한 집